# Kazimierz Kaczmarek

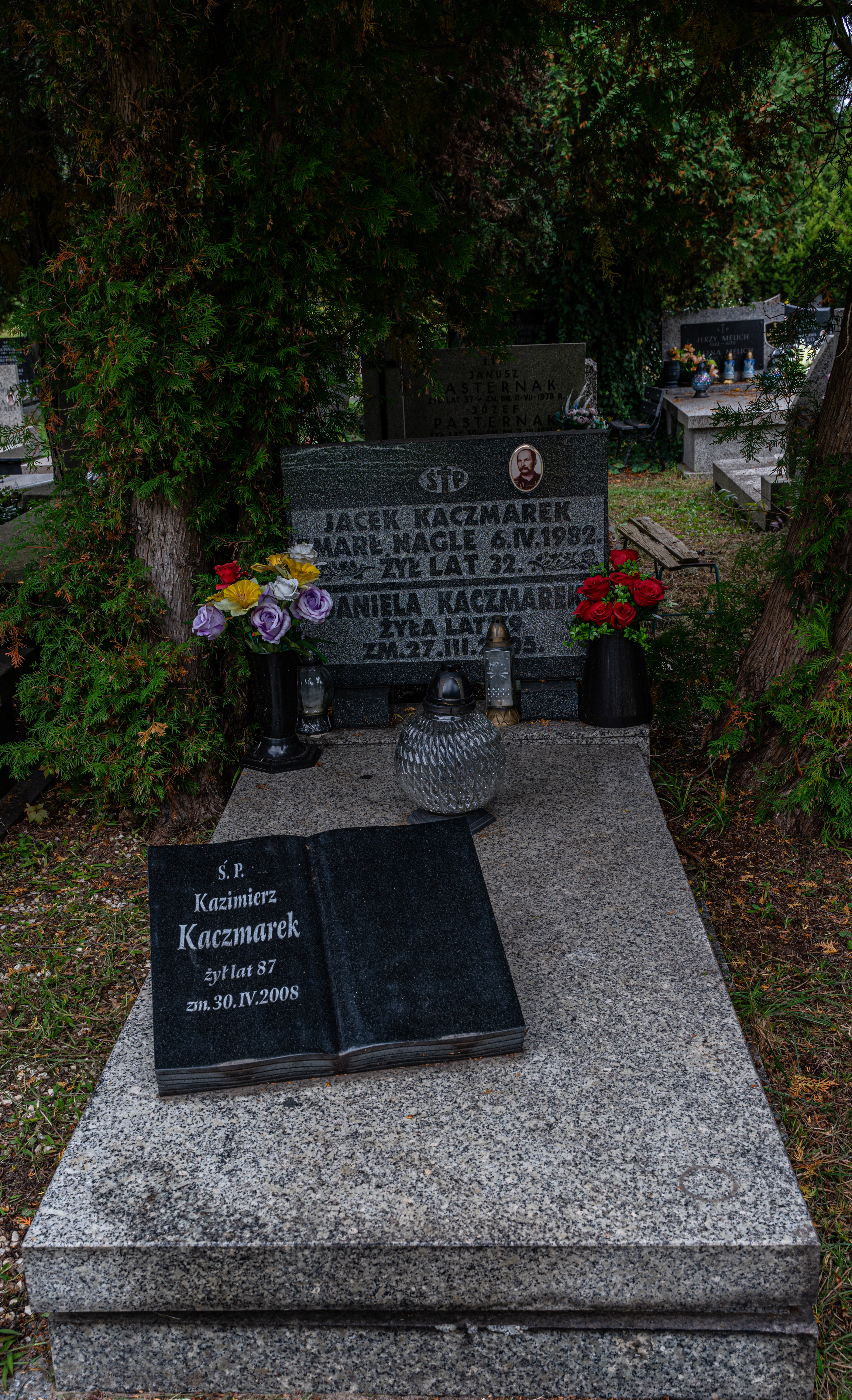
Grób Kazimierza Kaczmarka na cmentarzu komunalnym Północnym w Warszawie

Kazimierz Kaczmarek (ur. 9 października 1921, zm. 30 kwietnia 2008 w Warszawie) – pułkownik Sił Zbrojnych Polskiej Rzeczypospolitej Ludowej, doktor nauk humanistycznych, wieloletni pracownik naukowy Wojskowego Instytutu Historycznego.

## Życiorys
Syn powstańca wielkopolskiego, urodził się w Bzowie na dawnym pograniczu polsko-niemieckim. Od 1923 roku był mieszkańcem Wielenia nad Notecią, aż do zakończenia wojny. W szkole średniej odbył 3-letni kurs Przysposobienia Wojskowego. Ochotnik kampanii wrześniowej 1939 roku, walczył w pododdziale Obrony Narodowej podległej 14 Dywizji Piechoty, od granicy państwowej do Bzury. W okresie okupacji był żołnierzem Armii Krajowej. W marcu 1945 roku ochotniczo wstąpił do ludowego Wojska Polskiego. Po ukończeniu szkoły oficerskiej służył do listopada 1947  w 2 Warszawskiej Brygadzie Saperów. Brał udział w rozminowywaniu trenów wokół Sandomierza, Magnuszewa oraz rejonu Dworca Głównego we Wrocławiu. W czasie tych operacji został ranny. Brał udział w ochronie przed lodochodem w trakcie odbudowy Mostu Poniatowskiego w Warszawie, a w następnym roku mostu pod Wyszkowem. W latach 1948–1950 był słuchaczem wyższej szkoły oficerskiej. Po jej ukończeniu przez 33 lata pełnił służbę w Wojskowym Instytucie Historycznym. Ukończył studia na Uniwersytecie Warszawskim. W 1963 roku uzyskał stopień naukowy doktora. W 1983 roku na własną prośbę odszedł w stan spoczynku. 
Na jego dorobek naukowy składa się kilkanaście książek i opracowania monograficzne oraz liczne publikacje naukowe dotyczące głównie walk ludowego Wojska Polskiego z Niemcami w latach 1943–1945. Ostatnia jego książka Polskie wojsko na Wschodzie 1943-1945. Od Mierei do Łaby i Wełtawy, została publicznie po raz pierwszy zaprezentowana na Zamku Królewskim w Warszawie w październiku 2003 roku.
Odznaczony m.in. Krzyżem Kawalerskim Orderu Odrodzenia Polski, Złotym Krzyżem Zasługi, medalem „Za Udział w Wojnie Obronnej 1939” i Medalem Komisji Edukacji Narodowej, złotym, srebrnym i brązowym medalem „Za Zasługi dla Obronności Kraju” oraz złotym, srebrnym i brązowym medalem „Siły Zbrojne w Służbie Ojczyzny”. Był współtwórcą Związku Żołnierzy Ludowego Wojska Polskiego oraz Instytutu Badań Naukowych im. gen. dyw. Edwina Rozłubirskiego. Był członkiem Związku Byłych Żołnierzy Zawodowych i Oficerów Rezerwy w Warszawie. 
Pochowany na cmentarzu Północnym w Warszawie.

## Publikacje
- Nad Turią i Bugiem (1953)
- W bojach przez Brandenburgię. Działania 1 Armii WP w kwietniu i maju 1945 r. (1958)
- W bojach przez Łużyce (1965)
- Przez trzy granice: z dziejów 17 pp (1967)
- Polacy w bitwie pod Budziszynem (1970)
- Czwarta Pancerna: z dziejów 4 Brygady Pancernej (1970)
- Walki pod Niesky, 1945 (1971)
- Na łużyckim szlaku (1973)
- Na polach Brandenburgii (1977)
- Druga Armia Wojska Polskiego (1978)
- Oni szturmowali Berlin (1980)
- Polacy na polach Łużyc (1980)
- Polacy na polach Brandenburgii (1981)
- Polacy w walkach o Czechosłowację (1981)
- Budziszyn, 1945 (1982)
- Stalingrad 1942-1943 (1985)
- Na płonących brzegach Wisły: z problematyki Powstania Warszawskiego (1996)

## Źródła
- Głos Weterana i Rezerwisty, nr 7, lipiec 2008, str. 23